# Sint-Rochuskerk (Elsaute)

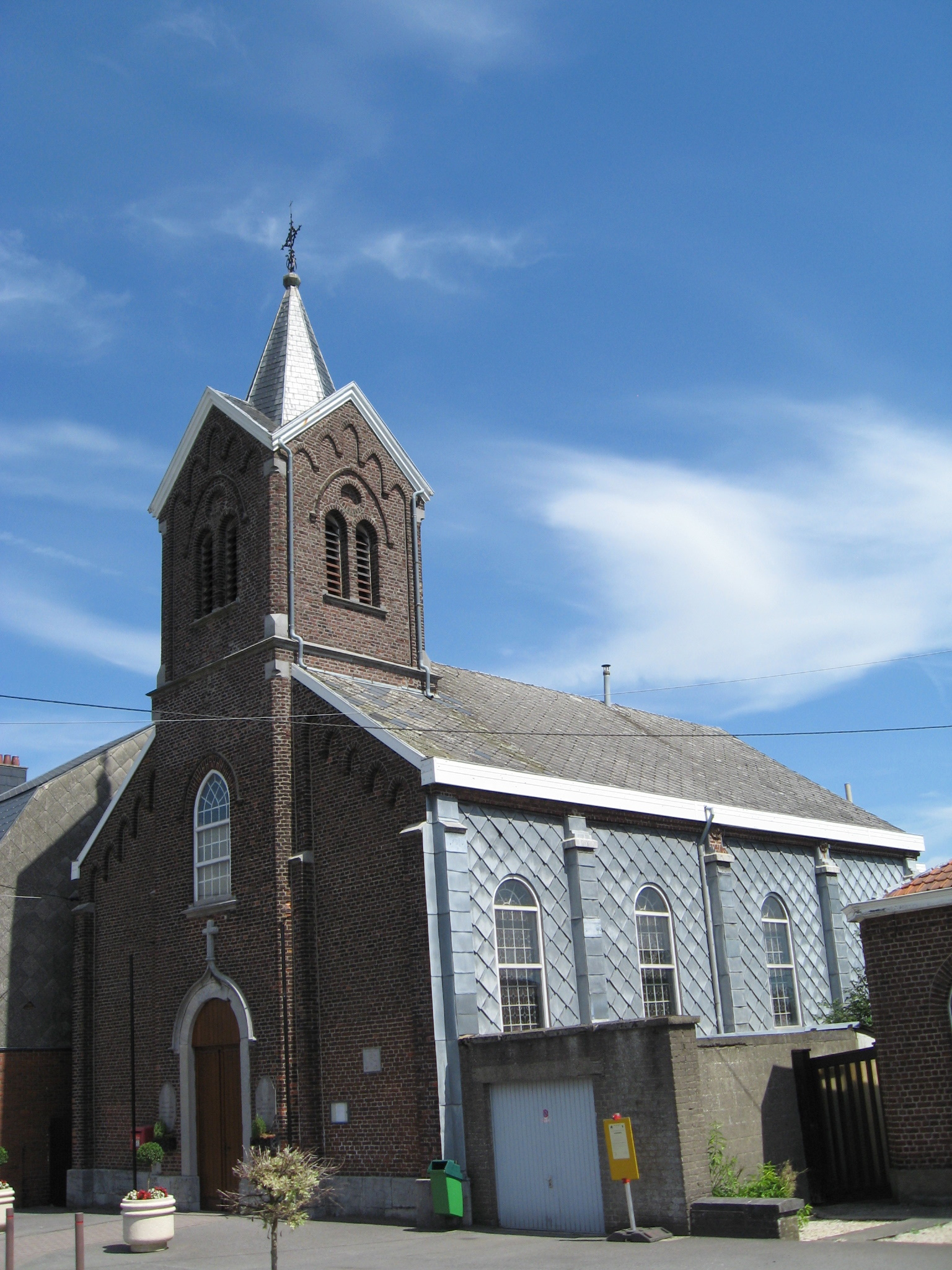
Sint-Rochuskerk

De Sint-Rochuskerk (Frans: Église Saint-Roch) is de parochiekerk van de tot de Belgische gemeente Thimister-Clermont behorende plaats Elsaute.
Deze eenbeukige kerk in neoromaanse stijl werd gebouwd in 1855 in baksteen en kalksteen. Het koor heeft een halfronde afsluiting. Een gevelsteen met het wapenschild van de familie La Saulx, afkomstig van de Ferme Domken te Lohirville, van 1662, werd ingemetseld. De ingebouwde toren heeft vier topgevels.
In 1864 werd Elsaute een kapelanie en in 1874 werd ze verheven tot parochiekerk. 
Het orgel en de 18e-eeuwse orgelkast zijn mogelijk afkomstig van de Sint-Lambertuskathedraal te Luik. In 1929 werd dit aangekocht van de kerk van Petit-Rechain.
Het kerkmeubilair is voornamelijk 19e-eeuws en deels neoromaans.